# Heksanal
Heksanal, aldehyd kapronowy – organiczny związek chemiczny należący do grupy pochodnych węglowodorów, zwanych aldehydami. Charakteryzuje się specyficznym zapachem mieszaniny aldehydu, skoszonej trawy i owoców.
Związek ten wykorzystywany jest w różnych gałęziach przemysłu: spożywczym (substancja aromatyzująca), chemicznym (dodatek do żywic syntetycznych i środków owadobójczych), kosmetycznym (perfumy).